# Deuxième assistant opérateur

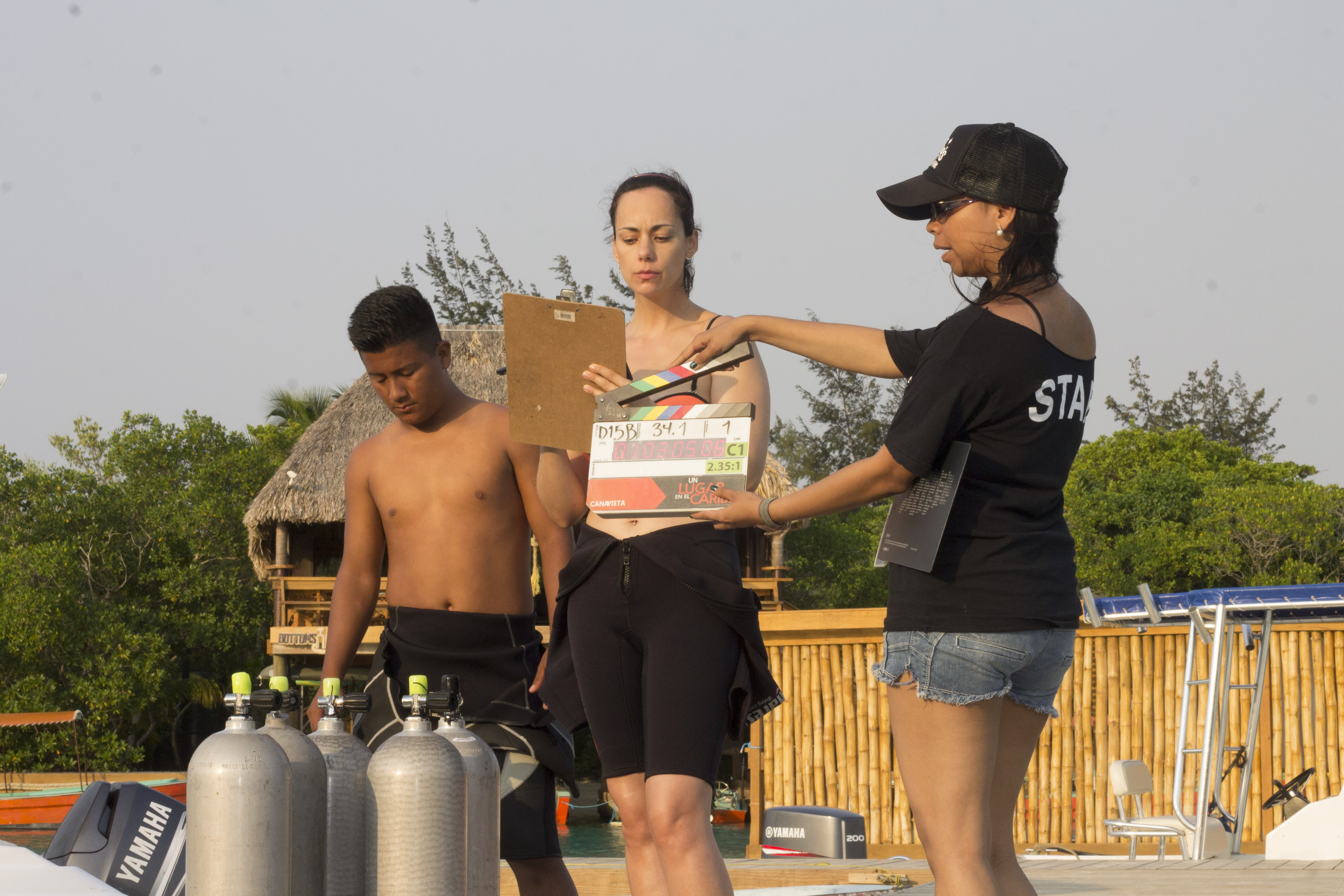

Le deuxième assistant opérateur est un technicien de tournage, membre de l'équipe de prise de vues, assumant en particulier les responsabilités de gestion de la pellicule vierge et impressionnée nécessaire à la production d'un film sur son tournage.

## Deuxième assistant opérateur
Assistant du premier assistant opérateur, le deuxième assistant opérateur participe avec lui aux essais caméra et l'assiste en préparation et sur le tournage (changements d'objectifs, filtres et accessoires, mise au point…). Il a notamment pour tâche de charger puis de décharger les magasins de pellicule passés en caméra, ou d'assurer le transfert des médias numériques (cartes..) sur des disques dur.
En relation avec le ou la scripte, il rend compte à la production de l'utilisation de la pellicule.
Il assure le plus souvent les relations avec le laboratoire cinématographique en ce qui concerne le suivi des travaux de développement et de tirage ou de transfert pendant la durée du tournage.
En production de long métrage, son salaire est défini par la convention collective de la production cinématographique.
La formation de base est assurée, en France, par l'École Louis-Lumière, par la Fémis et par la CinéFabrique. Le métier peut être acquis sur le terrain.